# (2044) Wirt
(2044) Wirt (1950 VE) – planetoida z grupy przecinających orbitę Marsa.

## Odkrycie
Planetoida została odkryta 8 listopada 1950 przez astronoma Carla Wirtanena.

## Orbita
Orbita (2044) Wirta nachylona jest do płaszczyzny ekliptyki pod kątem 24,01°. Na jeden obieg wokół Słońca ciało to potrzebuje 3,68 roku, krążąc w średniej odległości 2,38 au od Słońca. Mimośród orbity tej planetoidy to 0,34.

## Właściwości fizyczne
Wirt ma średnicę ok. 6,5-8 km. Jego jasność absolutna to 13,3m. Okres obrotu tej planetoidy wokół własnej osi to ok. 3,69 godziny.

## Satelita planetoidy
Na podstawie obserwacji zmian krzywej blasku odkryto w pobliżu tej asteroidy naturalnego satelitę o wielkości szacowanej na ok. 2 km. O odkryciu poinformowano 6 stycznia 2006 roku.
Obydwa składniki układu obiegają wspólny środek masy w czasie ok. 18,97 godziny. Półoś wielka orbity satelity Wirta wynosi ok. 15 km.
Oznaczenie prowizorycznie księżyca to S/2006 (2044) 1.